# Sugartown, Louisiana
Sugartown är en ort (CDP) i Beauregard Parish i Louisiana. Vid 2010 års folkräkning hade Sugartown 54 invånare.

## Kända personer från Sugartown
- Cleveland Dear, politiker